# Ngyepu
Le ngyepu (autonyme, kútúk nà ŋyɛ́pʊ̀) est une langue nilo-saharienne de la branche des langues nilotiques orientales parlée dans le Soudan du Sud.
L’histoire et l'origine des Ngyepu, qui sont le plus faible numériquement des peuples bari, sont mal connues.

## Classification
Le ngyepu est une langue nilo-saharienne classée dans le sous-groupe nilotique oriental, rattaché aux langues soudaniques orientales.
Le ngyepu est une des langues bari avec le bari, le kakwa ainsi que le mandari, le nyangwara, le kuku et le pöjulu. Voßen traite ces parlers comme des dialectes du bari, mais utilise aussi le terme de langues bari pour les désigner. 

## Phonologie
Les tableaux présentent les voyelles et les consonnes du ngyepu. Son système phonologique est semblable à celui des autres langues bari.

### Voyelles
|         | Antérieure  | Centrale | Postérieure |
| ------- | ----------- | -------- | ----------- |
| Fermée  | i [i] ɪ [ɪ] |          | u [u] ʊ [ʊ] |
| Moyenne | e [e] ɛ [ɛ] | ö [-]    | o [o] ɔ [ɔ] |
| Ouverte |             | a [a]    |             |

### Deux types de voyelles
Le ngyepu, comme toutes les langues bari, différencie les voyelles selon leur lieu d'articulation. Elles sont soit prononcées avec l'avancement de la racine de la langue, soit avec la rétraction de la racine de la langue.

Les voyelles avec avancement de la racine de la langue sont [i], [e], [o], [ö], [u]. 
Les voyelles avec rétraction de la racine de la langue sont [ɪ], [ɛ], [ɔ], [a], [ʊ]. 

### Consonnes
|              |              | Labiales | Alvéolaires | Latérales | Dorsales | Dorsales | Glottales |
| ------------ | ------------ | -------- | ----------- | --------- | -------- | -------- | --------- |
| Palatales    | Vélaires     | Labiales | Alvéolaires | Latérales |          |          | Glottales |
| Occlusives   | Sourde       | p [p]    | t [t]       |           |          | k [k]    | ʔ [ʔ]     |
| Occlusives   | Sonore       | b [b]    | d [d]       |           |          | g [g]    |           |
| Occlusives   | Implosive    | ɓ [ɓ]    | ɗ [ɗ]       |           | ʾy [ʄ]   |          |           |
| Fricative    | Fricative    |          |             | s [s]     |          |          |           |
| Affriquée    | Affriquée    |          |             |           | j [d͡ʒ]   |          |           |
| Nasale       | Nasale       | m [m]    | n [n]       |           | ɲ [ɲ]    | ŋ [ŋ]    |           |
| liquide      | liquide      |          | r [r]       | l [l]     |          |          |           |
| Semi-voyelle | Semi-voyelle | w [w]    |             |           | y [j]    |          |           |

### Unelangue tonale
Le ngyepu compte quatre tons, haut, bas, moyen et haut-bas.

## Sources
- (en) Voßen, Rainer, The Eastern Nilotes. Linguistics and Historical Reconstructions, Kölner Beiträge zur Afrikanistik no 9, Berlin, Dietrich Reimer Verlag, 1982,  (ISBN 3-496-00698-6)